# Филип фон Вурмбранд-Щупах
Филип фон Вурмбранд-Щупах (на немски: Philipp Graf von Wurmbrand-Stuppach; * 25 септември 1744, Грац; † 18 април 1813, Вроцлав) е граф от знатната австрийска благородническа фамилия Вурмбранд-Щупах в Долна Австрия.

## Произход
Той е син на граф Еренрайх фон Вурмбранд-Щупах (1719 – 1788) и съпругата му графиня Мария Анна фон Орсини и Розенберг (1719 – 1760), дъщеря на граф Филип Йозеф фон Орсини и Розенберг (1691 – 1765) и графиня Мария Доминика фон Кауниц (1689 – 1756). Внук е на граф Рудолф Кристиан Максимилиан фон Вурмбранд-Щупах (1682 – 1731) и графиня Мария Йозефа фон Траутмансдорф цум Фрайентурн (1697 – 1764).

## Фамилия
Филип се жени на 29 септември 1767 г. в Грац за графиня Мария Анна Йозефа фон Щубенберг (* 5 август 1745, Грац; † 8 април 1810, Бреслау), дъщеря на Йохан Георг фон Щубенберг-Капфенберг (1705 – 1776) и графиня Мария Цецилия Йозефа Бройнер, фрайин цу Шюбинг (1711 – 1756). Те имат шест деца:
- Георг Еренрайх II 'Млади' фон Вурмбранд-Щупах (* 21 октомври 1768, Грац; † 19 ноември 1813, Хьоххайм в битка), женен на 16 ноември 1801 г. за графиня Тереза Котулински фон Котулин (* 21 май 1770; † 15 май 1812); имат син
- Мария Максимилиана Фердинанда Йозефа Франциска Йохана Непомуцена фон Вурмбранд-Щупах (* 30 януари 1770, Грац; † 13 януари 1838, Виена), омъжена на 26 август 1787 г. в Грац за Кристиан Игнац Карл Андреас Августин Якоб Йозеф фон Зайлерн-Ашпанг (* 30 ноември 1756, Регенсбург; † 5 май 1806, Брун), син на граф Кристиан Август фон Зайлерн-Ашпанг (1717 – 1801)
- Фердинанд Мария Йохан Непомуцен Юдас Тадеус Филип фон Нери Винценй Серафикус фон Вурмбранд-Щупах (* 24 януари 1771, Грац; † 2 февруари 1772)
- Мария Филипа Анна Йозефа Франциска де Паула Йохана Непомуцена Барбара фон Вурмбранд-Щупах (* 27 март 1772; † 30 септември 1772)
- Йохана Непомуцена фон Вурмбранд-Щупах (* 4 януари 1774; † 28 юли 1834, Баден при Виена), омъжена на 20 юли 1791 г. в Грац за граф Леополд Готхард Шафгоч/Земперфрай фон Кинаст-Грайфенщайн (* 2 ноември 1764, Прага; † 24 януари 1834)
- Лудвиг Йозеф Йохан Непомуцен Георг Филип Франц Серафикус фон Вурмбранд-Щупах (* 5 октомври 1775; † 14 ноември 1793, Ландау в битка)